# 国軍準備隊
国軍準備隊（こくぐんじゅんびたい）は、1945年にアメリカ軍政庁統治下の南朝鮮で結成された私兵集団。

## 概要
1945年8月17日に結成された「帰還将兵隊」が前身で、9月7日に「国軍準備隊」と改称し急速に勢力を拡大した。当時の南朝鮮はワイマール共和国初期のフライコールのように様々な私兵集団が雨後の筍の如く誕生していた。国軍準備隊はこれらの私兵集団の中で最大の組織で一時は現役17,000人・予備役70000人を呼号するに至った。
アメリカ軍政庁は、このような私兵集団をこのまま放置するわけに行かず、翌年1946年1月に国軍準備隊の幹部を逮捕し、組織を解散させた。

## 関連事項
- アメリカ軍政庁